# Can Planiol
Can Planiol és una obra amb element historicistes i eclèctics de Sant Pol de Mar (Maresme) inclosa a l'Inventari del Patrimoni Arquitectònic de Catalunya.

## Descripció
Edifici que destaca pel seu estil, format per una barreja d'elements que el fan diferenciador. Consta de planta baixa i dos pisos. A la planta baixa hi ha la porta d'entrada i una finestra, al primer pis un balcó gran que agafa les tres obertures que hi ha, i al segon pis dues finestres. La façana acaba amb un ràfec gran molt decorat. Tota la façana està decorada amb rajoles de colors, sobre tot blaves. A la planta baixa les rajoles ocupen tota l'amplada, però als pisos no.